# Dongdaemun-gu
Dongdaemun-gu é um dos 25 gu (distritos de governo local) de Seul, a capital da Coreia do Sul. Está localizado ao norte do rio Han.

## História
Dongdaemun-gu foi constituído em 1943 quando o sistema de "gu" iniciou e era maior em área do que atualmente. Seongbuk-gu separou-se do distrito em 1949, e Changsin-dong e Sungin-dong foram concedidos à Jongno-gu em 1975. Um adicional de 17 dong (bairros) foram separados para formar Jungnang-gu em 1988.

## Geografia
Dongdaemun-gu limita-se com Seongbuk-gu à noroeste, Jungnang-gu no leste (com o riacho Jungnangcheon servindo de limite), Gwangjin-gu à sudeste, Seongdong-gu ao sul, tangencia com Jung-gu em um ponto à sudoeste e limita-se com Jongno-gu à oeste. O bairro mais movimentado do distrito é Cheongnyangni-dong - uma grande zona comercial formada ao redor da Estação Cheongnyangni, um dos centros financeiros secundários de Seul. O nome do distrito é derivado do portão leste das muralhas da cidade de Seul, Dongdaemun, apesar que atualmente esse monumento se encontre localizado em Jongno-gu, devido as mudanças de limites administrativos.

## Divisões administrativas
Dongdaemun compreende atualmente 14 dongs.
- Cheongnyangni-dong
- Dapsimni 1-dong
- Dapsimni 2-dong
- Hoegi-dong
- Hwigyeong 1-dong
- Hwigyeong 2-dong
- Imun 1-dong
- Imun 2-dong
- Jangan 1-dong
- Jangan 2-dong
- Jegi-dong
- Jeonnong 1-dong
- Jeonnong 2-dong
- Yongsin-dong

## Educação

### Universidades
- Universidade de Seul
- Universidade Kyung Hee
- Universidade Hankuk de Estudos Estrangeiros

### Pesquisa
- Korea Institute for Advanced Study

## Símbolos
- Árvore: Zelkova
- Flor: Magnólia
- Pássaro: Garça-branca-grande

## Pontos de interesse
- Mercado de Gyeongdong
- Mercado de Dongseo
- Memorial do Rei Sejong
- Ativo Cultural da Cidade de Seul: Seonnongdan (선농단 先農壇), Rei Sejong Sindobi (세종대왕신도비 世宗大王神道碑, pedra monumental)
- Tesouro Nacional: Supyo (수표 水標)
- Sítio Histórico: Yeonghuiwon (영휘원永徽園)[2]

Os locais de sepultura de Kim Byeongro (김병로 金炳魯), Han Yongwoon (한용운 韓龍雲), Ahn Changho e Oh Sechang (오세창 吳世昌) também estão localizados nesse distrito.

## Transportes

### Linhas ferroviárias
- Korail e Seoul Metro

- Linha 1

(Jongno-gu) ← Sinseol-dong — Jegi-dong — Cheongnyangni — Hoegi — Universidade Hankuk de Estudos Estrangeiros — Sinimun → (Seongbuk-gu)
- Seoul Metro

- Linha 2

Sinseol-dong — Yongdu → (Seongdong-gu)
- Seoul Metropolitan Rapid Transit Corporation

- Linha 5

(Seongdong-gu) ← Dapsimni — Janghanpyeong → (Gwangjin-gu)
- Korail

- Seção da Linha Jungang de Yongsan a Paldang

(Seongdong-gu) ← Cheongnyangni — Hoegi → (Jungnang-gu)